# Afronemacheilus abyssinicus
Afronemacheilus abyssinicus är en fiskart som först beskrevs av George Albert Boulenger 1902.  Afronemacheilus abyssinicus ingår i släktet Afronemacheilus och familjen grönlingsfiskar. IUCN kategoriserar arten globalt som otillräckligt studerad. Inga underarter finns listade i Catalogue of Life.